# Mecánica aplicada
La mecánica aplicada es una rama de las ciencias físicas y la aplicación práctica de la mecánica. La mecánica pura describe la respuesta de los cuerpos o de los sistemas de cuerpos (sólidos y fluidos) con respecto al comportamiento de un cuerpo externo, sometido a la acción de fuerzas. La mecánica aplicada tiende un puente entre la teoría física y su aplicación en la tecnología. Es usada en muchos campos de la ingeniería, especialmente en la ingeniería mecánica y la ingeniería civil. En este contexto, es comúnmente referida como mecánica de la ingeniería. Gran parte de la mecánica aplicada o de la ingeniería moderna está basada en las leyes del movimiento de Isaac Newton, mientras que la práctica moderna de su aplicación se remonta a Stephen Timoshenko, de quien se dice que es el padre de la mecánica de ingeniería moderna.
Dentro de las ciencias prácticas, la mecánica aplicada es útil para formular nuevas ideas y teorías, descubrir e interpretar fenómenos, y desarrollar herramientas experimentales y computacionales. En la aplicación de las ciencias naturales, se dice que la mecánica se complementa con la termodinámica, el estudio del calor y, más generalmente, de la energía, la electromecánica, y el estudio de la electricidad y el magnetismo.

## En la práctica
Los avances e investigaciones en la mecánica aplicada tienen una amplia aplicación en muchos campos de estudio. Algunas de las especialidades que ponen esta materia en práctica son la ingeniería mecánica, la ingeniería de la construcción, la ciencia e ingeniería de los materiales, la ingeniería civil, la ingeniería aeroespacial, la ingeniería química, la ingeniería eléctrica, la ingeniería nuclear, la ingeniería estructural y la bioingeniería.

## Temas principales
| - Acústica - Mecánica analítica - Mecánica computacional - Mecánica de contacto - Mecánica de medios continuos - Dinámica - Elasticidad - Mecánica experimental - Fatiga de materiales - Método de los elementos finitos - Mecánica de fluidos | - Mecánica de la fractura - Mecánica cuántica - Resistencia de materiales - Mecánica estructural - Mecánica de rocas - Dinámica de rotores - Mecánica de sólidos deformables - Mecánica de suelos - Estática - Elasticidad lineal - Viscoelasticidad |

## Aplicaciones
- Ingeniería eléctrica
- Ingeniería civil
- Ingeniería mecánica
- Ingeniería nuclear
- Ingeniería de la edificación
- Ingeniería química
- Ingeniería petrolera

## Lectura adicional
- J.P. Den Hartog, Strength of Materials, Dover, New York, 1949.
- F.P. Beer, E.R. Johnston, J.T. DeWolf, Mechanics of Materials, McGraw-Hill, New York, 1981.
- S.P. Timoshenko, History of Strength of Materials, Dover, New York, 1953.
- J.E. Gordon, The New Science of Strong Materials, Princeton, 1984.
- H. Petroski, To Engineer Is Human, St. Martins, 1985.
- T.A. McMahon and J.T. Bonner, On Size and Life, Scientific American Library, W.H. Freeman, 1983.
- M. F. Ashby, Materials Selection in Design, Pergamon, 1992.
- A.H. Cottrell, Mechanical Properties of Matter, Wiley, New York, 1964.
- S.A. Wainwright, W.D. Biggs, J.D. Organisms, Edward Arnold, 1976.
- S. Vogel, Comparative Biomechanics, Princeton, 2003.
- J. Howard, Mechanics of Motor Proteins and the Cytoskeleton, Sinauer Associates, 2001.
- J.L. Meriam, L.G. Kraige. Engineering Mechanics Volume 2: Dynamics, John Wiley & Sons., New York, 1986.
- J.L. Meriam, L.G. Kraige. Engineering Mechanics Volume 1: Statics, John Wiley & Sons., New York, 1986.